# NoCopyrightSounds
NoCopyrightSounds, auch No Copyright Sounds (abgekürzt NCS), ist ein in Großbritannien ansässiges Musiklabel. Die veröffentlichte Musik kann auf YouTube und Twitch unter Einhaltung der eigenen Nutzungsrichtlinien kostenlos genutzt werden; diese sehen u. a. vor, dass der Urheber sowie das Label angegeben werden müssen und dass eine kommerzielle Verwendung unter Umständen eine kostenpflichtige Lizenz erfordert.

## Name
Wenn in Videos auf YouTube Musik verwendet wird, die von traditionellen Musiklabels stammt, wird diese von YouTubes automatisiertem Content-ID-System erkannt. Das kann dazu führen, dass das Video automatisch gesperrt wird oder dass Werbeeinnahmen nicht oder nicht vollständig an den Webvideoproduzenten gehen. Webvideoproduzenten, die hingegen Musik von NCS verwenden, bekommen keinen so genannten copyright claim (englisch für Urheberrechtsanspruch), daher der Name „NoCopyrightSounds“. Urheberrechte existieren für NCS-Musik trotzdem.

## Konzept
NCS veröffentlicht auf YouTube, Spotify und SoundCloud Musik, die von anderen Webvideoproduzenten in Videos auf YouTube und Twitch kostenlos verwendet werden darf. Dabei muss in der Beschreibung des Videos oder Livestreams der Name des Künstlers, der Songtitel, NCS und ein Link zum Originalupload von NCS angegeben werden. Eine Kopiervorlage dafür befindet sich in der Beschreibung des Originalvideos. Nicht erlaubt ist die Verwendung in Videos, welche Hassrede, illegale, verstörende oder sexuelle Inhalte haben, das reine Reuploaden oder der Verkauf der Originalmusik.

## Geschichte
NCS wurde im Jahr 2011 vom Gründer Billy Woodford aus Manchester als YouTube-Kanal gestartet. Das Label wurde von Forbes als erstes Label auf YouTube beschrieben, „das es Indie-Entwicklern erlaubt, ihre Musik frei zu nutzen und sogar zu monetarisieren, solange sie den Content-Besitzern gebührende Anerkennung zollen.“
Im Jahr 2017 hat NCS einen Meilenstein mit mehr als einer Million verkauften Downloads erreicht, trotz der kostenlosen Veröffentlichung von Musik.

## Künstler (Auswahl)
NoCopyrightSounds veröffentlichte Musik von unter anderem folgenden Künstlern:
- Abandoned
- Aero Chord[12]
- Alan Walker[12] (Musik darf seit 2021 nicht mehr copyrightfrei genutzt werden)[13]
- Alex Skrindo[14]
- Alltair
- Andromedik
- ANGELPLAYA
- Anna Yvette[12]
- Arya
- ATSMXN
- Au5[15]
- Audioscribe
- Axol[12]
- Barren Gates
- Beatcore[12]
- Besomorph[16]
- borne
- Brooks[17]
- Cadmium[18]
- Caravn[19]
- Cartoon[17]
- CHENDA[20]
- Chris Linton[21]
- Clarx[22]
- Cøde[12]
- Coopex[16]
- Culture Code[23]
- Debris[12]
- Diamond Eyes[24]
- Different Heaven[17]
- Dirty Palm
- DJVI
- Distrion
- DMGalaxy[25]
- Don Diablo[26]
- Droptek[27]
- EBEN
- EDEN (oder auch „The Eden Projekt“)[28]
- Egzod[21]
- Electro-Light[29]
- Elektronomia[30]
- ElementD[12]
- Ellis
- Everen Maxwell
- Facading[31]
- Fareoh[32]
- Feint[33]
- Floatinurboat[17]
- Futuristik[17]
- Glude[17]
- Guy Arthur[34]
- Halcyon[12]
- Halvorsen[29]
- Harley Bird[12]
- hayve
- Heuse
- Hoober[35]
- Hylo (oder auch „Disfigure“)[25]
- if found[36]
- InfiNoise (mittlerweile Teil des Duos „Abandoned“)
- Itro[37]
- Izecold[17]
- Janji[38]
- Jo Cohen[17]
- Jordan Schor[12]
- Jim Yosef[12]
- JPB[17]
- K-391[17]
- Kovan
- Koven[39]
- Krale
- Laszlo[40]
- Lennart Schroot[12]
- Lost Sky (früher bekannt als „TULE“)[12]
- Max Brhon[41]
- Mendum
- M.I.M.E
- Mountkid
- Myrne[17]
- Neffex[42]
- Netrum
- NIVIRO[43]
- Oneeva[12]
- Our Psych[44]
- Paul Flint[12]
- Phantom Sage[17]
- Poylow[45]
- Prismo[12]
- Raven & Kreyn
- Razihel[17]
- RDLS/RudeLies
- RetroVision[12]
- Riell[16]
- Rival[46]
- Rob Gasser
- Robin Hustin[47]
- SirensCeol
- Speo
- Star Party (früher bekannt als „Sex Whales“)[48]
- Syn Cole[17]
- Syntact
- Tobu[49][50]
- Todd Helder[51]
- Tokyo Machine[34]
- Unknown Brain[12]
- VinDon[52]
- Vizzen
- V O E[53]
- Vosai
- WATEVA
- Waysons[17]
- Whales (früher bekannt als „Sex Whales“)[17]
- Wiguez
- Y&V[54]
- Zack Merci[55]